# Prionus
Prionus ist eine Gattung der Käfer aus der Familie der Bockkäfer (Cerambycidae) innerhalb der Unterfamilie Prioninae. Sie kommt in Europa mit nur einer Art, dem Sägebock (Prionus coriarius) vor, der auch in Mitteleuropa lebt.

## Merkmale
Die Arten der Gattung sind teilweise mäßig klein (Körperlänge ab 18 Millimeter), meist aber recht groß (Körperlänge um 50 Millimeter). Sie sind von Hellbraun über verschiedene Brauntöne bis Schwarz gefärbt.
In Europa ist die Gestalt fast unverkennbar. Der Seitenrand des Halsschildes hat eine scharfe Kante und ist mit drei Dornen versehen. Der Bauch ist an den Seiten ungerandet und gewölbt. Die Epipleuren an den Deckflügeln sind schmal und nach vorne hin etwas breiter. Sie berühren die Schulterbeulen. Die Fühler haben zwölf Glieder und sind beim Weibchen schwach, beim Männchen stark gesägt.

## Vorkommen und Lebensweise
Die Larven entwickeln sich an Wurzeln.

## Taxonomie

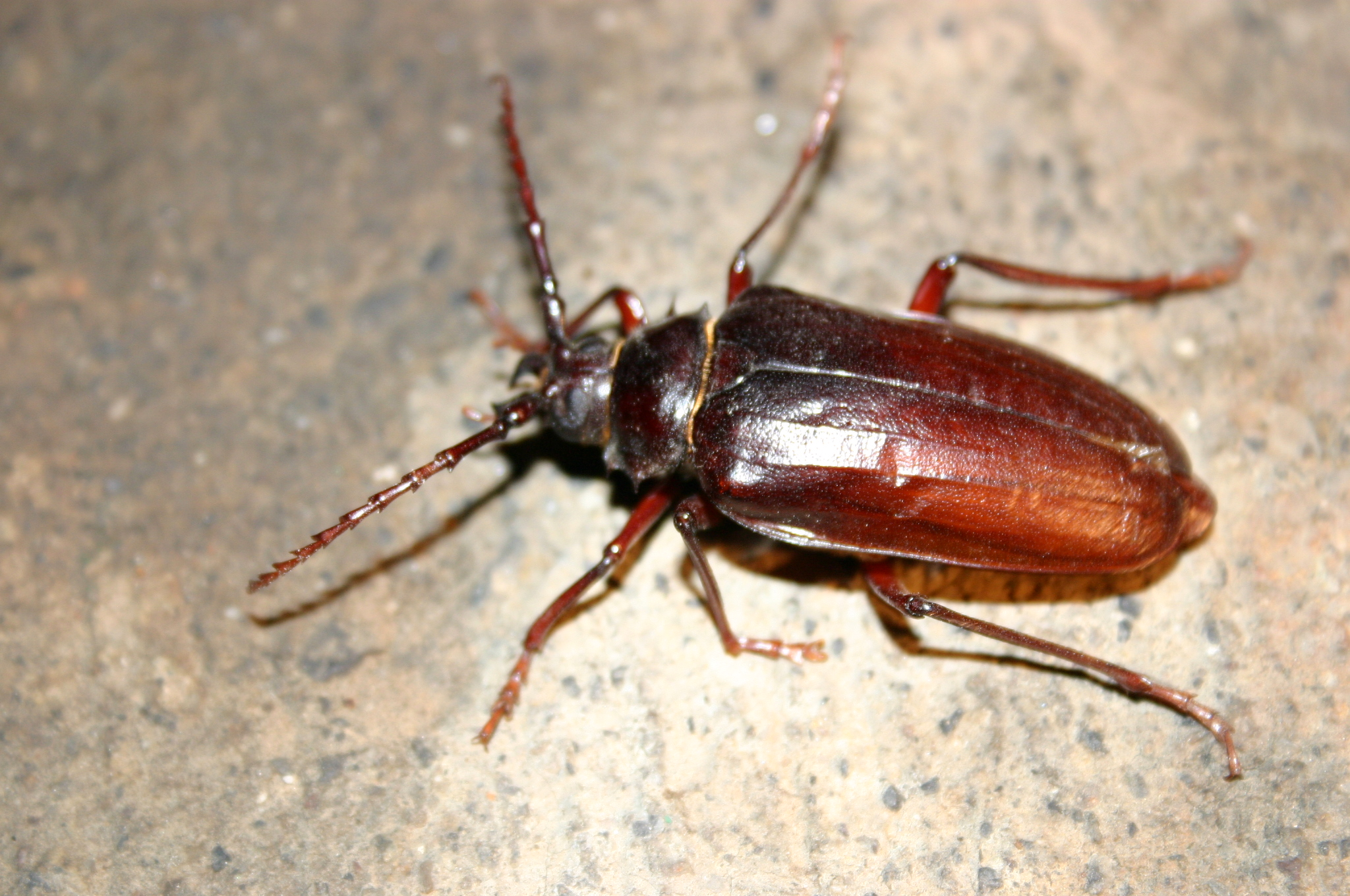
Prionus californicus

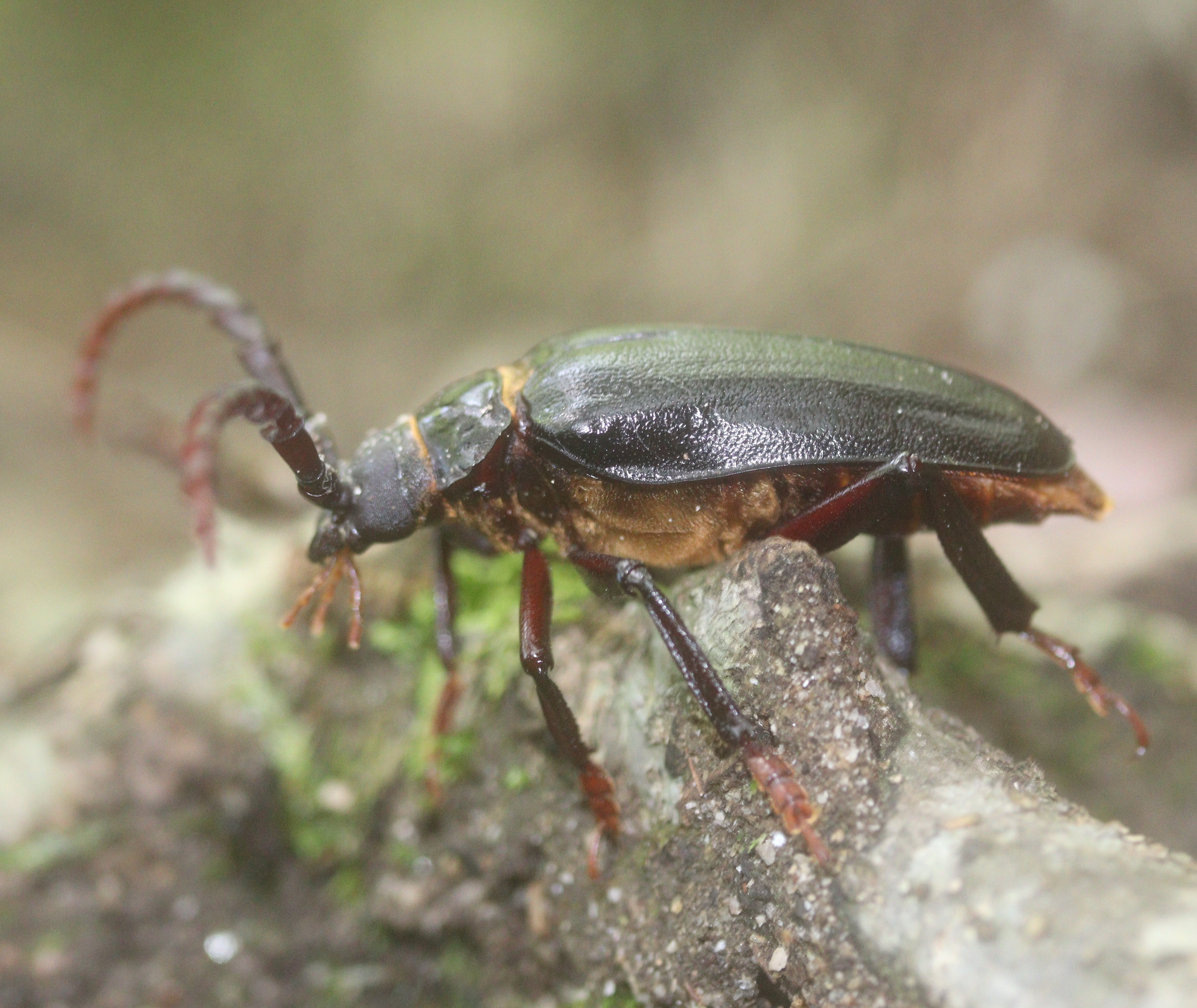
Prionus insularis

Die Gattung wurde von Étienne Geoffroy Saint-Hilaire in seinem 1762 erschienenen Werk Histoire abrégée des Insectes qui se trouvent aux Environs de Paris für die Art Cerambyx coriarius Linnaeus, den Sägebock, neu eingeführt. Der Name leitet sich ab von altgriechisch prion, Säge, nach der Form der Antennen. Geoffroys Werk wurde eigentlich für die Zwecke der biologischen Nomenklatur unterdrückt, der Gattungsname Prionus wurde aber durch Beschluss der International Commission on Zoological Nomenclature 1994, mit Geoffroy als Autoren, validiert.
Der Gattungsname wurde in sehr verschiedener Umschreibung verwendet. Zahlreiche Gruppen, die früher als Untergattungen aufgefasst worden sind, wurden nach und nach zu eigenständigen Gattungen erhoben. Die Abgrenzung und Umschreibung ist insbesondere bei den ostasiatischen Arten noch unsicher und im Fluss. Die Gattung, in heutiger Abgrenzung, umfasst noch zwei Untergattungen. Die frühere Untergattung Mesoprionus, mit den auch in Europa vorkommenden Arten Mesoprionus besikanus und Mesoprionus asiaticus wird heute als eigenständige Gattung angesehen.
- Untergattung Prionus s. str., Arten der Palaearktis[6], modifiziert nach[3]
  - Prionus coriarius Linnaeus, 1758, Sägebock. Europa, West- und Zentralasien
  - Prionus corpulentus Bates, 1878. Pakistan, Indien, Nepal
  - Prionus delavayi Fairmaire, 1887. China
  - Prionus elegans Demelt, 1972. Pakistan
  - Prionus elliotti Gahan, 1906. Pakistan, Afghanistan
  - Prionus evae Demelt, 1972. Pakistan
  - Prionus gahani Lameere, 1912. China
  - Prionus galantorum Drumont & Z. Komiya, 2006. China
  - Prionus insularis Motschulsky, 1858. China, Russland, Japan, Korea
  - Prionus komiyai Lorenc, 1999. Türkei, Syrien, Libanon
  - Prionus kucerai Drumont & Z. Komiya, 2006. China
  - Prionus lameerei Semenov, 1927. China
  - Prionus laminicornis Fairmaire, 1897. China
  - Prionus murzini Drumont & Z. Komiya, 2006. China
  - Prionus nakamurai N. Ohbayashi & Makihara, 1985. Thailand
  - Prionus puae Drumont & Z. Komiya, 2006. China
  - Prionus scabripunctatus Hayashi, 1971. Thailand
  - Prionus sejunctus Hayashi, 1959. Japan
  - Prionus sifanicus Plavilstshikov, 1934. China
  - Prionus siskai Drumont & Z. Komiya, 2006. China
  - Prionus vartianorum Fuchs, 1967. Afghanistan
- Untergattung Prionus s. str., Arten der Nearktis[4]
  - Prionus howdeni Chemsak, 1979. Mexiko
  - Prionus imbricornis (Linnaeus, 1767). USA, Kanada (Ontario), Dominikanische Republik
  - Prionus fissicornis Haldeman, 1846. USA, Kanada (Ontario)
  - Prionus evoluticornis Komiya & Nogueira, 2014. Mexiko
  - Prionus aztecus Casey, 1912. Mexiko
  - Prionus mexicanus Bates, 1884. Mexiko
  - Prionus laticollis (Drury, 1773). USA, Kanada (Ontario und Quebec)
  - Prionus poultoni Lameere, 1912. Mexiko
  - Prionus flohri Bates, 1884. Mexiko
  - Prionus pocularis Dalman, 1817. USA, Kanada (Ontario)
  - Prionus lecontei Lameere, 1912. Kanada (British Columbia), USA (Kalifornien), Mexiko
  - Prionus heroicus Semenov, 1908. USA (Südwesten)
  - Prionus californicus Motschulsky, 1845. USA, Kanada (British Columbia), Alaska

- Untergattung Homaesthesis LeConte, 1873[4]
  - Prionus arenarius Hovore, 1981. USA (Texas, New Mexico)
  - Prionus spinipennis Hovore & Turnbow, 1984. USA (Texas, New Mexico)
  - Prionus palparis Say, 1824. USA (Westen und Südwesten)
  - Prionus simplex (Casey, 1912). USA
  - Prionus integer LeConte, 1852. USA (nur Colorado, Idaho)
  - Prionus emarginatus Say, 1824. USA
  - Prionus geminus  Santos-Silva, Nearns & Swift, 2016. USA

incertae sedis
- - Prionus sterbai Heyrovský, 1950. Iran